# Genderkingen
Genderkingen è un comune tedesco di 1 196 abitanti, situato nel land della Baviera.